# فرهاد احمدی
فرهاد احمدی (متولد ۲۲ دی ۱۳۲۹ – درگذشتهٔ ۱۰ شهریور ۱۳۹۹) فارغ‌التحصیل رشته مهندسی معماری و شهرسازی از دانشکده هنرهای زیبای، دانشگاه تهران در سال ۱۳۵۶ بود. شروع کار وی پس از انقلاب اسلامی با ساخت مجموعه مسکونی و خدماتی در مناطق محروم استان خراسان و بعد از وقوع جنگ ایران و عراق نیز در باز سازی مناطق جنگی بود.

## زندگی‌نامه
وی در سال ۱۳۴۸ خورشیدی به دانشکده هنرهای زیبای دانشگاه تهران وارد شد و در سال ۱۳۵۶ از این دانشگاه فارغ‌التحصیل شد.
فرهاد احمدی پس از یک دوره مبارزه سخت با سرطان سرانجام در دهم شهریور ماه سال ۱۳۹۹ درگذشت.

## زندگی حرفه‌ای
او از جمله معماران معاصر ایران بود که طرح‌های خود را با گرایش آکادمیک و مبتنی بر اصول نظری تبیین شده‌ای طراحی می‌کرد و با تأکید بر زمین‌مداری و پیوند محیط با فضا، معماری خاصی را پدیدآورد. کلاً، فرهاد احمدی در طی دو دههٔ گذشته در کنار آموزش معماری و مسئولیت‌های دیگر حدود سی طرح ارائه کرده بود، که اغلب آن‌ها در حد ملّی بودند و مضمون فرهنگی داشته‌اند.
فرهاد احمدی از سال ۱۳۶۰ عضو هیئت علمی دانشکده معماری و شهرسازی شهید بهشتی بود.

## دیدگاه‌ها
توجه به مسئلهٔ هویت، نگاه به گذشته و آموختن از طریق مطالعهٔ معماری تاریخی ایران از رویکردهای اساسی احمدی در معماری و به گمان او راه حل اصلی برای وضعیت امروز معماری ایران بود. به گفتهٔ او «تنها با حل موضوع بحث‌برانگیز هویت می‌توانیم شاهد تحولی شگرف در معماری ایران معاصر باشیم».

## جوایز

### مسابقات
- سال ۱۳۷۴- مسابقه محدود کتابخانه ملی ایران- تهران، مابین پنج مشاور منتخب، (ظاهراً مقام سوم) اعلام نشده، (اولین مسابقه بین‌المللی قبل از انقلاب)
- سال ۱۳۷۵- مسابقه محدود مرکز کتب خطی وتصویری در شبه قاره، پاکستان- اسلام‌آباد، مابین سه مشاور (مقام اول)،
- سال ۱۳۷۶- مسابقه محدود مرکز مدیریت صنعتی در کردان- کرج، مابین ۹ مشاور، طرح منتخب منتقدان جامعه حرفهای
- سال ۱۳۷۹- مسابقه محدود مجموعه مسکونی نمایندگان مجلس در تهران، ما بین سه مشاور (مقام اول)،
- سال ۱۳۸۱- مسابقه محدود مجموعه ساختمانهای اداری وزارت نفت، تهران، ما بین هشت مشاور (جزء چهار طرح منتخب اول)، پراهمیت‌ترین طرح پس از انقلاب اسلامی، و اولین مسابقه بین‌المللی با همکاری گروه BATTLE MACCARTY از انگلیس که در سازمان ارزیابی ساختمانهای پایدار در لندن (BREAME) درجه EXCELLENT دریافت نمود.

### موقعیتهای ملی و بین‌المللی
- سال ۱۹۹۸ به عنوان معمار منتخب از آسیا درBIANUAL-ROROS معماری در نروژ به دلیل طراحی مرکز فرهنگی دزفول
- سال ۱۹۹۸ - سخنرانی در دانشکده‌های معماری BERGAN & TORNDHIEM
- سال ۲۰۰۲ – به عنوان معمار منتخب از ایران در BIANUAL-GOLF معماری در امارات - دوبی در رابطه با هویت و معماری نوین و معرفی طرح‌ها (مایکل هاپکینز از انگلیس، آرتا سوزوکی از ژاپن، ایو مونو از فرانسه و نادر اردلان از کویت دعوت شده بودند)
- سال ۲۰۰۷- سخنرانی در سمینار UNESCO در پکن - چین در مورد GENTRIFICATION در بافتهای تاریخی و توضیح طرح جنوب میدان نقش جهان (PROPOSAL برگزیده از ایران که موجب مشارکت مالی آن سازمان با شهرداری اصفهان گردید)
- سال ۱۳۸۶- دریافت نشان و لوح زرین برای رتبه اول طراحی ابنیه دولتی و عمومی (طرح‌های ملی)- (برای چهار طرح ساخته شده سفارت ایران در سئول، کره جنوبی - مرکز فرهنگی اصفهان - مرکز فرهنگی دزفول و مرکز نمایشهای آئینی تهران) در اولین همایش ملی و مسابقه معماری و طراحی شهری، (جشنواره شیخ بهائی) توسط وزارت مسکن و شهرسازی

## عضویت در مراکز علمی و پژوهشی
- ۱۳۶۲-عضو گروه برنامه‌ریزی معماری در ستاد انقلاب فرهنگی،
- ۱۳۶۱–۱۳۶۳-مسئول دفتر فنی بازسازی مناطق جنگی، جهاد سازندگی،
- ۱۳۶۸–۱۳۷۲-مسئول دفتر فنی مراکز فرهنگی در وزارت فرهنگ وارشاد،
- ۱۳۷۰- عضو نظام مهندسی،
- ۱۳۷۲–۱۳۷۶-مشاور شهرداری و شرکت فرهنگ و توسعه در طرح مراکز فرهنگی،
- ۱۳۷۹–۱۳۸۲-عضو شورای هدایت فنی وزارت امور خارجه،
- ۱۳۸۰- عضو جامعه معماران،
- ۱۳۸۰–۱۳۸۴-عضو ژوری مسابقات مختلف در وزارت مسکن و شهرسازی،
- ۱۳۶۲–۱۳۸۶-تأسیس دفتر شخصی در تهران
- ۱۳۸۳–۱۳۸۶-عضو هیئت مدیره مهندسین مشاور دوران شهر
- ۱۳۸۶- عضو گروه مصوبان طرح‌های ویژه در شهرداری تهران - معاونت شهر سازی
- ۱۳۸۷ - عضو گروه راهبری شهرهای نوین - معاونت شهر سازی - وزارت مسکن و شهرسازی
- ۱۳۸۷- عضو ژوری اولین دوره مسابقه طراحی داخلی،
- ۱۳۸۷- عضو ژوری هشتمین دوره مسابقه معماری مجله معمار،
- ۱۳۸۸- عضو ژوری مسابقه معماری سازمان نظام مهندسی خوزستان،
- ۱۳۸۸- عضو هیئت مؤسس انجمن معماری سبز ایران

## سوابق کاری

### مهم‌ترین طرحهای بین‌المللی
- ۱۹۸۵ غرفه ایران در نمایشگاه بین‌المللی اکسپو ۸۵ در تسکوبا، به همراهی دفتر فنی دانشگاه شهید بهشتی،
- ۱۹۹۰ غرفه ایران در نمایشگاه بین‌المللی در دوبی
- ۱۹۹۱ غرفه ایران در نمایشگاه سن‌آنجل در مکزیکوسیتی
- ۱۹۹۲ غرفه‌های جهانگردی در نمایشگاه‌های ITB در میلان و برلین
- ۱۹۹۲ طرح اولیه برای بازسازی MAISON DE L، IRAN در پاریس
- ۱۹۹۳ غرفه ایران در نمایشگاه بین‌المللی اکسپو ۹۳ در ته‌جان
- ۱۹۹۹ ساختمان اقامتگاه سفیر ایران در سئول- کره جنوبی،
- ۲۰۰۰ ساختمان سفارت ایران در سئول، کاندید جایزه آقاخان و دریافت لوح زرین در اولین همایش معماری و طراحی شهری وزارت مسکن و شهرسازی-۱۳۸۶
- ۲۰۰۱ طرح سفارت ایران در استکهلم

### مهم‌ترین طرح‌های داخلی
- ۱۳۶۵ - ساختمان مرکز فرهنگی دزفول - کاندید جایزه آقا خان، طرح منتخب برای BIANUAL-ROROS-۱۹۹۸ در نروژ و دریافت لوح زرین در اولین همایش معماری و طراحی شهری وزارت مسکن وشهرسازی - ۱۳۸۶،
- ۱۳۶۷- ساختمان مرکز فرهنگی فرشچیان اصفهان، کاندید جایزه آقا خان، طرح منتخب مهندسین اصفهان و دریافت لوح زرین در اولین همایش معماری و طراحی شهری وزارت مسکن وشهرسازی - ۱۳۸۶
- ۱۳۷۰- طرح تالار شهرداری و مجموعه خدمات شهری تبریز،
- ۱۳۷۲- طرح مرکز سرگرمی‌ها و خانه جوان تهران،
- ۱۳۷۴- شهرکتاب شعبه مرکزی بازسازی و طراحی داخلی، تهران،
- ۱۳۷۶- ساختمان اداری فرشته، تهران،
- ۱۳۷۸- طرح مجموعه مسکونی رودکی، شمیران، تهران،
- ۱۳۸۲- طرح تئاتر تجربی و مرکز خرید صبا، تهران، (در حال اجرا)
- ۱۳۸۳- طرح یادمان شهدای دفاع مقدس، قصر فیروزه - تهران،
- ۱۳۸۵- خانه مسکونی و دفتر کار، الهیه، تهران، (در حال اجرا)
- ۱۳۸۶- بازطراحی جنوب میدان نقش جهان
- ۱۳۸۶- طراحی جامع دانشگاه هنر اصفهان و طرح ساختمانهای دانشکده‌های مربوط، اصفهان[۶]

### مشاغل و مسئولیت‌ها
- عضو گروه برنامه‌ریزی معماری در ستاد انقلاب فرهنگی
- ۱۳۶۳–۱۳۶۱ – مسئول دفتر فنی بازسازی مناطق جنگی جهادسازندگی
- ۱۳۷۲–۱۳۶۸ – مسئول دفتر فنی مراکز فرهنگی در وزارت فرهنگ و ارشاد
- ۱۳۷۰ – عضو نظام مهندسی
- ۱۳۷۶–۱۳۷۲ – مشاور شرکت توسعه فضاهای فرهنگی شهرداری تهران در طرح مراکز فرهنگی
- ۱۳۸۰- عضو جامعه معماران
- ۱۳۸۲–۱۳۷۹- عضو شورای هدایت فنی وزارت امور خارجه
- ۱۳۸۴–۱۳۸۰- عضو ژوری مسابقات مختلف در وزارت مسکن و شهرسازی
- ۱۳۸۶–۱۳۶۲- تأسیس دفتر شخصی در تهران
- ۱۳۸۶–۱۳۸۳- عضو هیئت مدیره مهندسین مشاور دوران شهر
- ۱۳۸۶- عضو گروه مصوبین طرح‌های ویژه در شهرداری تهران – معاونت شهرسازی[۸]